# 中村憲輔
中村 憲輔（なかむら けんすけ、1981年10月14日 - ）は、日本の男性総合格闘家。熊本県宇土市出身。リバーサルジム新宿Me,We所属。柔道黒帯。KiDS ROAD主宰。
学歴は熊本県立玉名工業高等学校卒。大東文化大学経営学部企業システム学科卒。経営学士取得。

## 来歴
中学時代は柔道を経験。熊本県立玉名工業高等学校時代はインターハイに出場。進学した大東文化大学では東日本学生春季新人選手権63kg級で3位。
2010年3月22日、プロフェッショナル修斗後楽園ホール大会にてプロ修斗デビュー。新人王決定トーナメントでは稲葉聡と対戦、判定はドロー。（編集中）

## 戦績

### プロ総合格闘技
| 総合格闘技 戦績 | 総合格闘技 戦績 | 総合格闘技 戦績 | 総合格闘技 戦績 | 総合格闘技 戦績 | 総合格闘技 戦績 | 総合格闘技 戦績 |
| --------------- | --------------- | --------------- | --------------- | --------------- | --------------- | --------------- |
| 3 試合          | (T)KO           | 一本            | 判定            | その他          | 引き分け        | 無効試合        |
| 1 勝            | 0               | 0               | 1               | 0               | 2               | 0               |
| 0 敗            | 0               | 0               | 0               | 0               | 2               | 0               |

| 勝敗 | 対戦相手 | 試合結果          | 大会名                                                | 開催年月日    |
| ○    | 鈴木芳徳 | 5分2R終了 判定2-0 | 修斗 GIG TOKYO 7                                      | 2011年8月6日  |
| △    | 加藤忠司 | 5分2R終了 判定1-1 | 修斗 SHOOTOR'S LEGACY 1                               | 2011年1月10日 |
| △    | 稲葉聡   | 5分2R終了 判定0-0 | 修斗 THE WAY OF SHOOTO 2: LIKE A TIGER, LIKE A DRAGON | 2010年3月22日 |

## 獲得タイトル
- アブダビコンバット
- ADCC ASIA TRIAL 2013　ベスト8
- ADCC ASIAN & OCEANIA CHAMPIONSHIP 2015　ベスト4

http://shop.fullforce-pro.com/?pid=93401611（参照）